# Marko Karamarko
Marko Karamarko (Kruševo, 27 marzo 1993) è un calciatore croato, difensore dello Riteriai.

## Palmarès

### Club

#### Competizioni nazionali
- Supercoppa di Lituania: 1

Žalgiris: 2020
- Campionato lituano: 3

Žalgiris: 2020, 2021, 2022
- Coppa di Lituania: 1

Žalgiris: 2021